# Sonic Superstars
Sonic Superstars (ソニック スーパースターズ?, Sonikku Sūpāsutāzu) è un videogioco a piattaforme 2.5D sviluppato da Arzest in collaborazione con lo storico Sonic Team, e pubblicato da Sega per Nintendo Switch, PlayStation 4, PlayStation 5, Windows, Xbox One e Xbox Series X/S il 17 ottobre 2023. Il gioco ha uno stile di gameplay a scorrimento laterale simile a quello dei giochi della serie classica Sonic the Hedgehog. Superstars introduce dei power-up che il giocatore ottiene raccogliendo gli Smeraldi del Caos.
Il capo del Sonic Team, Takashi Iizuka, voleva modernizzare la formula tradizionale dei giochi a scorrimento laterale di Sonic, in modo che la serie potesse continuare in modo indipendente dai titoli tridimensionali della saga. Dopo il fallimento di una nuova collaborazione con gli sviluppatori di Sonic Mania (2017), Iizuka ha iniziato a discutere di una collaborazione con Arzest, uno studio fondato dal co-creatore di Sonic, Naoto Ōshima. Superstars ha segnato il primo contributo di Ōshima in un gioco di Sonic dai tempi di Sonic Adventure (1998) e Arzest ha cercato di replicare i controlli e il gameplay dei giochi di Sonic innovandola però con nuove meccaniche di gioco.
Il gioco ha ricevuto recensioni generalmente positive dalla critica e ha venduto 2,43 milioni di copie.

## Trama

### Prologo

#### La grande occasione di Fang(fumetto)
Il Dottor Eggman si reca alle Northstar Islands, un arcipelago inesplorato noto per la flora e fauna giganti, con l'intento di conquistarlo. Lo scienziato è accompagnato dal famigerato cacciatore di taglie Fang the Hunter affinché vada in avanscoperta. Mentre Fang esplora una delle isole trova un Flicky gigante che riesce a catturare e si imbatte in Trip, una misteriosa cordilo gigante femmina residente del posto protetta da un'armatura, che viene assunta da Fang affinché protegga lui e lo scienziato dalle ostilità dell'arcipelago.

#### Trio of Trouble(cortometraggio)
Eggman, Fang e Trip entrano in un tempio nascosto quando lo scienziato attiva accidentalmente i trabocchetti, ma i tre si salvano entrando in una stanza buia. Qui Eggman trova un murale raffigurante una gemma e una creatura che cerca di riprodurre disegnando una mucca con ali mentre Fang si imbatte in un serpente rosso che riesce a catturare rocambolescamente usando come stratagemma la batteria sovraccaricata (ricordando un precedente scontro con Sonic, Tails, Knuckles ed Amy che lo tormenta in un incubo). Ma mentre Fang posa con orgoglio sulla sua nuova preda, Trip è dispiaciuta nel vedere cotanta crudeltà verso flora e fauna, oltre a non aver ricevuto dei grazie.

### Sonic Superstars
Fang viene pagato da Eggman per aver catturato gli animali giganti dell'arcipelago venendo subito dopo incaricato di trovare la misteriosa mucca alata. Nel frattempo Sonic e Tails arrivano all'arcipelago sul Tornado e partono all'inseguimento di Fang, che li attira con una preda appena catturata. Ai due protagonisti si uniscono anche Knuckles ed Amy, che li hanno visti passare rispettivamente dall'altare del Master Emerald e da Green Hill mentre lui riposava e lei coccolava animaletti. Durante l'esplorazione dell'arcipelago i quattro raccolgono i primi sei Chaos Emerald e liberano uno alla volta gli animali giganti dell'isola, sfuggendo inoltre alle trappole difettose piazzate da Fang e Trip a Speed Jungle e Lagoon City. In quest'ultima, la povera Trip cade accidentalmente nella botola e si mette a piangere disperatamente dalla paura, ma la dolce Amy la trova e la porta in salvo regalandole con gentilezza una mela, rallegrandola. A Golden Capital Fang rapisce Trip mentre Knuckles trova il tempio visitato dai nemici nel cortometraggio dove trova il settimo Chaos Emerald; Fang glieli ruba e i quattro lo inseguono, abbattendolo. Qui, un'ormai furiosa Trip, stanca degli abusi del suo aguzzino, si toglie subito la sua armatura e si trasforma in una super forma di un drago dorato, distruggendo l'enorme esoscheletro del malvagio cacciatore di taglie. I quattro protagonisti accolgono tra loro la timida e insicura Trip e raggiungono Frozen Base, dove Tails costruisce delle Egg Mobili monoposto per raggiungere l'Egg Fortress, la nuova stazione spaziale di Eggman. Raggiunto il diabolico scienziato, i cinque devono ripercorrere la base al contrario con una clessidra che conta dieci minuti all'autodistruzione. Subito dopo aver distrutto il robottone di Eggman, Tails trova un'Egg Mobile funzionante e raccoglie gli altri quattro, che riescono a fuggire dall'Egg Fortress un attimo prima della sua distruzione. Knuckles viene riportato ad Angel Island mentre gli altri quattro tornano alle Northstar Island per festeggiare.

#### Storia di Trip
Subito dopo la fine della storia principale, Trip sta giocando con gli animaletti quando vede in volo il primo boss del gioco. La dolce e timida lucertola si toglie quindi l'elmo e ripercorre le stesse zone della storia principale con la differenza che al posto di Eggman c'è un Eggrobo, mentre il boss finale è Fang con il suo enorme esoscheletro visto a Golden Capital. Trip fugge appena in tempo con la sua Egg Mobile e torna sull'arcipelago ricevendo i complimenti da Sonic che le fa arrossire timidamente in cui si rimette il suo stesso elmetto.

#### Storia Finale
Dal mare compare improvvisamente un enorme e ferocissimo drago di colore nero; Sonic si trasforma in Super e dopo un duro scontro finale riesce ad avere la meglio, permettendo a Trip di sigillarlo con l'Onice visto nel tempio all'inizio della storia. Mentre i protagonisti festeggiano, insieme con gli animali, si scopre che la mucca alata disegnata da Eggman era proprio il Drago Nero.

## Personaggi

### Giocabili
Il giocatore può utilizzare uno di questi personaggi, è disponibile anche la modalità multigiocatore fino a quattro contemporaneamente: 
- Sonic the Hedgehog: l'eroe principale, è un riccio blu che corre a velocità supersonica. Mantiene le stesse mosse viste in Sonic Mania e, assorbendo il potere dei sette Chaos Emerald si trasforma in Super Sonic, diventando giallo dorato e invulnerabile.
- Miles "Tails" Prower: il migliore amico di Sonic, è una volpe gialla in grado di volare roteando ad elica le sue due code. Abile meccanico e pilota di aerei, anche lui può diventare Super con i sette smeraldi.
- Knuckles the Echidna: amico-rivale di Sonic, è un'echidna rosso forzuto in grado di planare e distruggere le rocce. Sorveglia il Master Emerald sulla sua casa, Angel Island. Quando si trasforma in Super diventa rosso fluorescente.
- Amy Rose: amica e ammiratrice di Sonic, è una riccia rosa che ama la natura e gli animali. Usa il suo martello Piko Piko per combattere, anche lei inoltre può trasformarsi in Super.
- Trip the Sungazer (da sbloccare): una timida e insicura lucertola sungazer abitante delle Northstar Islands, ingaggiata con la forza da Fang per proteggere lui e il Dr. Eggman dai pericoli dell'arcipelago. Abbandonata da Fang si dispera, ma viene trovata da Amy e si allea con i protagonisti per ottenere la sua rivincita. Quando si trasforma in Super diventa totalmente gialla, assume le sembianze di una vera lucertola sungazer e le spuntano le ali di un drago. Si sblocca completando la storia.

### Non giocabili
- Dr. Eggman: antagonista della serie, in questo gioco pianifica di trasformare in Eggmanlandia le Northstar Islands e usare gli animali (anche quelli giganti) come batterie per i suoi robot. Viene spalleggiato dal cacciatore di taglie Fang the Hunter.
- Fang the Hunter: una gerboa viola, è un cacciatore di taglie ricercato che ha cambiato nome più volte per sfuggire all'arresto, nonché trovatore di Trip. Viene ingaggiato da Eggman perché recuperi per lui i Chaos Emerald, promettendogli una grande somma. Si sposta spesso con il suo veicolo, la Marvelous Queen.

## Modalità di gioco
Il giocatore deve completare una serie di livelli ("zone") per sconfiggere il Dr. Eggman, che ha ingaggiato Fang the Sniper per catturare gli animali delle North Star Islands con lo scopo di costruire un potente esercito. Ci sono quattro personaggi giocabili, ciascuno con le proprie abilità uniche: Sonic the Hedgehog può rotolare in uno scatto dopo un salto; Miles "Tails" Prower può volare; Knuckles the Echidna può planare e arrampicarsi; e Amy Rose può attaccare i nemici con un martello e può compiere un doppio salto.

### Livelli
Le North Star Islands sono un arcipelago tropicale composto da 12 zone originali. Ciascuna presenta oggetti come molle, anelli verticali, anelli collezionabili che fungono da salute e power-up per gli scudi. Alcune zone presentano elementi unici, come una giungla con rampicanti su cui il giocatore può eseguire il grind e una zona futuristica in cui si trasformano in una creatura composta da voxel, e alcuni elementi funzionano in modo esclusivo al personaggio selezionato. Le zone sono suddivise in parti separate chiamate atti; il numero di atti in una zona varia tra uno, due e tre. Ogni atto termina con un boss che il giocatore deve sconfiggere schivandone gli attacchi e colpendolo a sua volta. Tra un livello e l'altro, il giocatore esplora un mondo hub bidimensionale in cui può selezionare una zona e cambiare o personalizzare il proprio personaggio.
- Special stages, si accede attraverso gli Anelli Giganti nascosti in ogni atto, il giocatore oscilla tra delle bolle in un ambiente tridimensionale per ottenere uno dei sette Smeraldi del Caos.[2] Ogni smeraldo garantisce al giocatore power-up;[7] il settimo smeraldo fornisce un'abilità specifica del personaggio. Collezionare tutti e sette gli Smeraldi del Caos consente al giocatore di trasformarsi nella forma Super del proprio personaggio, garantendogli velocità e invincibilità a costo della perdita costante di anelli.[8]
- Fruits Stages, questo oggetto dall'apparenza di una Pera Verde posto in zone meno visibili negli stages o nella capsula egg di fine livello concede l'accesso a un livello bonus a scorrimento automatico, utile per accumulare vite e medaglie/monete, quest possono essere utilizzate nel negozio interno per acquistare oggetti per la personalizzazione.[9]
- Bonus Stages, Labirinto rotante, si accede attraversando i checkpoint (Star Post) possedendo 50 anelli, simile a quelli di Sonic the Hedgehog (1991), utile per raccogliere vite e medaglie.[2]
- Teleport Game, gioco del teletrasporto, appare per un breve lasso di tempo in determinati punti gli stage normali, concede la raccolta di svariati anelli.

| Nome e colore | note |
| ------------- | --- |
| Avatar        | genera cloni di se stesso per attaccare i nemici e raccogliere anelli e vari |
| Proiettile    | diventa una palla di fuoco direzionabile, scatta anche verso l'alto |
| Acqua         | passa allo stato liquido, utile per nuotare, non soffoca, immune alle correnti |
| Edera         | come la pianta dei fagioli magici |
| Visione       | per osservare oggetti e interuttori nascosti |
| Lento         | riduce lo scorrere del tempo circostante |
| Extra         | sblocca una seconda abilità soggettiva - Sonic può fare l'attacco a ricerca - Tails fa le sue "codate" (introdotte in Sonic the Fighters) - Knuckles sferra pugni potenziati in grado di lanciare proiettili - Amy lancia il suo martello (come in Sonic the Fighters e Sonic Origins Plus) - Trip può soffiare fuoco |
| Super         | Ottenuta quando si hanno raccolto tutti i sette Emerald, scatena la super trasformazione. Mentre Sonic mantiene il classico Super Sonic, Tails, Knuckles e Amy ottengono i "Super Poteri" (スーパーパワーズ?, Sūpāpawāzu) e Trip assume la forma da Drago.                                                            |

Dopo averli acquisiti, il giocatore può cambiare abilità da una ruota di selezione tramite i tasti dorsali del gamepad in qualsiasi momento. queste si ricaricano scuotendo un nuovo checkpoint/palo stella.

### Medaglie
Si trovano sparse in determinati punti di ogni zona, ogni 100 anelli accumulati se ne guadagna una, oppure sconfiggendo determinati nemici.
Queste medaglie/monete sono una valuta per acquistare diversi oggetti estetici, colori, accessori nel negozio in gioco.

### Multigiocatore
La campagna principale supporta il multiplayer locale per un massimo di quattro giocatori che possono unirsi o abbandonare la sessione in qualsiasi momento, è d'obbligo selezionare un personaggi diverso.È una modalità collettiva con le vite in comune, se ne perde una solo quando tutti o l'ultimo su schermo muore. Questa funzione non è del tutto nuova, in realtà proviene da sonic 2, Tails.

#### Modalità battaglia
Superstars dispone anche di una modalità giocatore contro giocatore fino a 8 partecipanti, deve si usano i Metal Fighters (robot simili a Metal Sonic), in cui i giocatori creano dei robot per prendere parte a degli scontri in diversi livelli e modi: Corsa; Elettroshock; Acchiappastelle; Sopravvivenza.
Si vincono medaglie solo online, può essere giocata in locale o online.

## Sviluppo

### Concezione

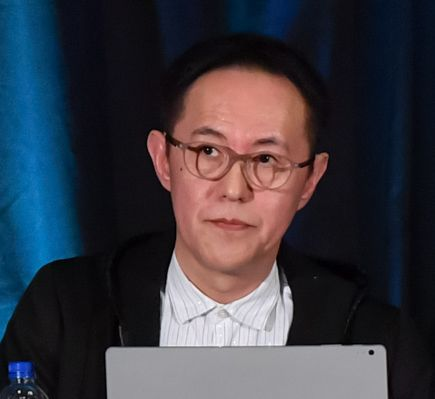
Superstar ha segnato il primo contributo alla saga del co-creatore di Sonic Naoto Ōshima (nella foto nel 2018) alla serie dai tempi di Sonic Adventure (1998).

L'idea per Sonic Superstars è nata con Sonic Mania (2017), un gioco 2D sviluppato da Christian Whitehead, PagodaWest Games e Headcannon. Il produttore della serie Sonic, Takashi Iizuka del Sonic Team, è rimasto sorpreso dal successo di Sonic Mania e lo ha visto come una conferma che i fan erano ancora interessati allo stile "classico" della serie. Sonic Team e gli sviluppatori di Mania, che hanno formato Evening Star Studio nel 2018, hanno iniziato a discutere di un'altra collaborazione dopo l'uscita di Mania. Volevano evitare di realizzare un sequel di Mania poiché Iizuka pensava che il pubblico casual lo avrebbe liquidato come un semplice rimaneggiamento dell'originale; inoltre voleva anche abbandonare lo stile pixel art di Mania. Quest'ultimo infatti era stato pensato per i fan più accaniti della serie, e Iizuka pensava che un nuovo gioco 2D dovesse attrarre un pubblico più vasto.
Whitehead ha detto che Sonic Team e Evening Star "hanno concordato fin dall'inizio che avremmo dovuto provare a creare qualcosa di nuovo", come utilizzare un nuovo stile artistico tipo l'animazione tradizionale o la grafica 2.5D e non riutilizzare i contenuti dei precedenti giochi di Sonic. Evening Star ha creato un prototipo 2.5D che ha sperimentato la profondità utilizzando il suo Star Engine, ancora in fase di sviluppo. Tuttavia, Sonic Team e Evening Star alla fine decisero di non continuare lo sviluppo del prototipo, e Evening Star passò allo sviluppo di Penny's Big Breakaway (2024). Whitehead ha confutato le voci secondo cui la decisione sarebbe stata causa di divergenze creative dei due team, e ha affermato che il rapporto tra Evening Star e Sega è rimasto amichevole.
Durante il blocco dovuto alla pandemia di COVID-19, Iizuka e il co-creatore di Sonic Naoto Ōshima hanno organizzato una festa a base di bevute su Zoom per divertimento. Hanno espresso interesse reciproco per un nuovo gioco 2D Sonic e hanno iniziato a discutere di una collaborazione. Sebbene Ōshima abbia lasciato Sega nel 1999 e non abbia contribuito a un gioco di Sonic dai tempi di Sonic Adventure (1998), è rimasto un fan e si è divertito con giochi come Sonic Colours (2010), Sonic Generations (2011), Sonic Mania e Sonic Frontiers (2017). Inoltre, ha notato che molti dei suoi follower sui social media erano fan della serie e voleva mostrare loro il suo apprezzamento. Sebbene Evening Star non fosse più coinvolto, molte delle idee che Iizuka aveva discusso con Whitehead influenzarono pesantemente quelle che sviluppò con Ōshima.
Lo studio Arzest di Ōshima si è occupato principalmente dello sviluppo, con il supporto del Sonic Team. Iizuka pensava che Arzest fosse una scelta ovvia grazie alla loro esperienza nello sviluppo di giochi 2D per Nintendo, e che Ōshima aveva mantenuto la sua sensibilità progettuale dell'era Mega Drive. Diversi membri del Sonic Team, incluso Iizuka, si spostarono a Burbank (California) e a Yokohama (Giappone), per assistere lo sviluppo. Il gioco è stato sviluppato da zero, sebbene il codice per la fisica sia stato tradotto dalla versione Mania del Retro Engine di Whitehead.
Iizuka e Ōshima fungevano da produttori, con Iizuka che si occupava del marketing in modo che Ōshima potesse gestire lo sviluppo. Gli sviluppatori hanno cercato di replicare il gameplay dei giochi classici di Sonic; si sono concentrati innanzitutto sul perfezionamento del motore fisico prima di lavorare sulla progettazione dei livelli e assicurarsi che le due parti si integrassero in modo armonioso. A differenza dei precedenti giochi 2.5D Sonic the Hedgehog 4 Episodio 1 (2010) ed Episodio 2 (2012), che si ispiravano a giochi più recenti dell'epoca come Sonic Advance (2001), Iizuka ha affermato che Superstars si è ispirato ai titoli per Mega Drive, tra cui l'originale Sonic the Hedgehog, Sonic the Hedgehog 2 (1992) e Sonic the Hedgehog 3 & Knuckles (1994). Gli sviluppatori hanno provato i giochi originali mentre lavoravano su Superstars in modo da poter confrontare la fisica dei vari giochi fianco a fianco. I precedenti giochi di Sonic a scorrimento laterale prevedevano un determinato numero di atti per ciascuna zona, quindi Arzest ha deciso di utilizzare un numero diverso per determinate zone per aggiungere varietà al ritmo di gioco.
Gli sviluppatori hanno scelto di raccontare la storia attraverso le interazioni dei personaggi tra i livelli piuttosto che attraverso il doppiaggio e il testo. A differenza dei giochi contemporanei, Superstars non riutilizza alcun livello dei giochi precedenti, come Green Hill Zone. Iizuka ha descritto questa come una decisione basata sulla storia, poiché Superstars presenta un'ambientazione completamente nuova. L'uso della grafica 3D ha consentito anche di realizzare elementi che non potevano essere realizzati nei giochi Mega Drive, come il movimento dei personaggi tra il primo piano e lo sfondo.
Dopo aver lavorato sulla fisica e sulla progettazione dei livelli, gli sviluppatori hanno iniziato a esplorare nuove meccaniche di gioco, poiché Iizuka riteneva importante che Superstars fosse "nuovo, interessante e innovativo". Sperava di fornire una nuova esperienza dopo l'uscita della compilation Sonic Origins (2022), e di modernizzare la formula "classica" della serie in modo che potesse continuare in concomitanza al gioco 3D Sonic Frontiers. Arzest ha introdotto i potenziamenti degli Smeraldi del Caos per motivare i giocatori a raccoglierli tutti e sette, ispirandosi ai Wisp presenti in Sonic Colors. Gli sviluppatori hanno reso i potenziamenti opzionali per evitare di interferire con il gameplay classico di Sonic, e hanno incluso indicatori visivi per segnalare quando sarebbero stati utili.
Nella scelta dei personaggi giocabili, Iizuka ha detto che Sonic, Tails e Knuckles erano "scelte ovvie", mentre Amy è stata inclusa poiché gli sviluppatori pensavano che avrebbe fatto piacere ai fan. Sonic Team avrebbe voluto includere Amy come personaggio giocabile sin da Mania, ma non ha potuto a causa dei limiti di tempo. Sonic Team è rimasto sorpreso dall'entusiasmo dei fan quando gli oscuri personaggi Mighty the Armadillo e Ray the Flying Squirrel sono apparsi in Sonic Mania, quindi Arzest ha deciso di riportare in scena un personaggio altrettanto sconosciuto in Superstars. Hanno scelto Fang, un antagonista che appare nei giochi Sonic per Game Gear come in Sonic the Hedgehog: Triple Trouble (1994) e Sonic Drift 2 (1995). Inoltre, Ōshima ha progettato un nuovo antagonista per il gioco, Trip, il cui aspetto corazzato è basato su quello di una lucertola sungazer. Iizuka voleva introdurre un nuovo personaggio per aggiungere profondità alla storia, e ha lavorato a stretto contatto con Ōshima per definire il carattere e l'aspetto di Trip. Iizuka ha cercato di distinguere Trip dagli antagonisti dei giochi precedenti, come Infinite di Sonic Forces (2017), con un retroscena e una caratterizzazione "con cui le persone possono relazionarsi, entrare in empatia e divertirsi...".
Iizuka ha affermato che a differenza di Sonic Frontiers, che era rivolto ai giocatori più sfrenati, Superstars è stato sviluppato per bambini e genitori e per fan di Sonic di lunga data. Sonic Team desiderava da tempo includere il multiplayer a quattro giocatori in un gioco della saga, ma trovava difficile integrarlo con il gameplay della serie. Iizuka ha affermato che il Sonic Team aveva abbandonato l'idea, ma Ōshima lo ha incoraggiato a farla funzionare. Sonic Team ha giocato a diversi platform con gameplay cooperativo, come la serie New Super Mario Bros., ma l'implementazione si è rivelata impegnativa a causa della velocità di Sonic. Arzest non ha incluso il multiplayer cooperativo online per evitare che il lag rovinasse l'esperienza dei giocatori.

## Contenuti scaricabili
I giocatori iscritti alla newsletter Sega prima del 31 gennaio 2024, avrebbero ricevuto un codice DLC che sbloccava il vestito moderno di Amy Rose visto da Sonic Adventure in poi, mentre coloro che preordinavano il gioco avrebbero ricevuto una copertina reversibile, un espositore in acrilico e una skin di Eggman a tema LEGO. Una skin Lego Sonic sarà inoltre disponibile come DLC gratuito. Il DLC "Digital Deluxe" include skin Lego aggiuntive, una skin di coniglio basata su uno dei prototipi del design di Sonic di Ōshima, parti di robot per la modalità multiplayer, un artbook, una colonna sonora e sfondi per il menu.

## Musica
Jun Senoue ha composto la colonna sonora con l'assistenza di Tee Lopes e dello staff interno di Sega.  Iizuka ha riferito che il team di Superstars ha cercato di rimanere fedele allo stile pop dei giochi Mega Drive.

## Altri media

### Fumetti
Sonic Superstars: La grande occasione di Fang (ソニックスーパースターズ: ファングの大逆転!?, Sonikku Sūpāsutāzu: Fangu no Dai Gyakuten!, lett. "Sonic Superstars: Il grande capovolgimento di Fang!", Sonic Superstars: Fang's Big Break in inglese) è un fumetto digitale pubblicato in tre capitoli sui profili social ufficiali della serie il 25 settembre e il 9 ottobre 2023, scritto da Ian Flynn, disegnato da Evan Stanley e colorato da Min Ho Kim che mostra l'arrivo del dottor Eggman e di Fang alle Northstar Islands e il primo incontro di quest'ultimo con Trip, rilasciato nelle tre settimane precedenti all'uscita del gioco, quattro pagine per volta. Scritto in inglese, ha ricevuto traduzioni ufficiali in italiano, francese, tedesco, spagnolo e portoghese brasiliano.
Sonic Superstars Start Book (ソニックスーパースターズースタートブック), è un breve manga cartaceo, prequel, incentrato sui protagonisti e gli Smeraldi del Caos, distribuito esclusivamente in lingua originale al Tokyo Game Show 2023.

### Cortometraggio
Il 20 settembre 2023 Sega ha pubblicato un cortometraggio animato promozionale, Sonic Superstars: Trio of Trouble (ソニックスーパースターズ: トリオ・オブ・トラブル?, Sonikku Sūpāsutāzu: Torio Obu Toraburu), diretto da Tyson Hesse e Evan Stanley, ambientato cronologicamente dopo il fumetto e prima dell'inizio del gioco. Come le animazioni di Sonic CD e Sonic Mania non è doppiato.

## Accoglienza
Il videogioco ha riscosso un'accoglienza generalmente misto/positiva da siti e riviste specializzate, vedi aggregatori.
| Testata                         | Versione        | Giudizio |
| ------------------------------- | --------------- | -------- |
| Metacritic (media al 2·11·2023) | Xbox Series     | 75/100   |
| Metacritic (media al 2·11·2023) | PlayStation 5   | 73/100   |
| Metacritic (media al 2·11·2023) | Nintendo Switch | 71/100   |
| Metacritic (media al 2·11·2023) | PC              | ...      |
| OpenCritic (media al 2·11·2023) | collettivo      | 74/100   |
| Destructoid                     | PS5             | 5.5/10   |
| Digital Trends                  | N. Switch       | 3/5      |
| Eurogamer.net                   | PS5             | 3/5      |
| Everyeye (IT)                   | PS5             | 8/10     |
| Famitsū (JA)                    | varie           | 32/40    |
| GameScout                       | PC              | 7.5/10   |
| GameSurf (IT)                   | PS5             | 8.5/10   |
| IGN (IT)                        | PS5             | 8/10     |
| Mondoxbox (IT)                  | Xbox Series     | 8/10     |
| Movies Games and Tech           | Xbox Series     | 9/10     |
| Multiplayer (IT)                | PS5             | 8/10     |
| SpazioGames (IT)                | PS5             | 7.9/10   |
| The Games Machine (IT)          | PS5             | 9/10     |

L'unilateralità delle versioni recensite dalle prime ore, suggerisce che le copie promo fornite per le recensioni sono state esclusivamente per PlayStation 5.
Utenti
In pieno contrasto con la media delle recensioni professionali è l'accoglienza popolare positiva da parte di fan e videogiocatori, osservando l'aggregatore Metacritic si può percepire che l'86% di oltre 500 utenti ha assegnato un punteggio pari o superiore a 8.9/10.
Vendite
Nonostante le recensioni positive, Sega ha annunciato che il gioco ha venduto meno delle aspettative al debutto. Tra i motivi vi è la settimana di pubblicazione, la stessa di Super Mario Bros. Wonder.
A giugno 2025, SEGA ha accidentalmente rivelato che il gioco ha venduto in totale 2,43 milioni di copie.

### Riconoscimenti
Candidato come Best Family Game ai The Game Awards 2023.